# Leucocroton microphyllus
Leucocroton microphyllus là một loài thực vật có hoa trong họ Đại kích. Loài này được (A.Rich.) Pax & K.Hoffm. mô tả khoa học đầu tiên năm 1914.